# Guettarda ochreata
Guettarda ochreata là một loài thực vật thuộc họ Rubiaceae. Đây là loài đặc hữu của Peru.